# Куксон, Кэтрин
Дама Кэ́трин Энн Ку́ксон (англ. Dame Catherine Ann Cookson; 27 июня 1906 — 11 июня 1998) — английская писательница в жанре любовного романа (многие из которых экранизированы), филантроп,  Дама-командор ордена Британской империи.

## Биография

### Ранние годы
Дама Кэтрин Энн Куксон, урождённая Кэтрин Энн  Макмуллен, родилась 27 июня 1906 года в  небольшой деревушке Тайн Док,  недалеко от города Саут-Шилдс в графстве Тайн-энд-Уир Северо-Восточной Англии.  Впоследствии переехала  в том же графстве в город Джарроу,  который стал местом действия одного из её самых известных романов —  «Пятнадцать улиц» (англ. The Fifteen Streets). Внебрачная дочь Кейт Фосетт, которую считала своей старшей сестрой, от двоеженца  и игрока  Александра Дэвиса из  шотландского графства  Ланаркшир. Воспитывалась бабушкой и дедушкой Роуз и Джоном Макмуллен.
Детство и юность будущей писательницы прошли в крайней бедности.   В 13-летнем возрасте Кэтрин  вынуждена была оставить обучение в школе и поступить  работать прислугой в прачечной в работном доме в городе Саут-Шилдс.   В 1929 году Кэтрин переехала в Гастингс, где открыла  прачечную в работном доме. На сэкономленные средства Кэтрин удалось купить дом в викторианском стиле  с целью сдавать постояльцам, пополняя таким образом свой доход.
В  июне 1940 года, в возрасте 34 лет, Кэтрин вышла замуж за Тома Куксона, преподавателя гимназии в Гастингсе, который был на 6 лет моложе неё. Кэтрин  Куксон пережила  4 выкидыша на поздних сроках беременности,  после  чего врачи обнаружили у неё телеангиэктазию, что привело её к нервному расстройству, и ей понадобилось 10  лет, чтобы восстановиться.

### Писательница
Чтобы отвлечься от депрессии, Кэтрин  Куксон начала писать и вступила в  писательскую организацию Гастингса. Её дебютный роман — «Девушка с приданым» («Кейт Ханниган») (англ. Kate Hannigan) — был опубликован в 1950 году,  а её роман  «Круглая башня» (англ. The Round Tower) получил региональную премию как лучший роман 1968 года.
Большинство её книг повествуют о простых людях из бедной среды, оказавшихся в сложных жизненных  условиях, которые писательница хорошо знала.   Кэтрин  Куксон  мало связывало с современной  литературной средой  Лондона, писательница  предпочитала совершенствовать своё мастерство.  Писательница  также писала книги под псевдонимами Кэтрин Марчант (Маршант) (англ. Catherine Marchant) и Кейти Макмуллен (англ. Katie McMullen), происходящие от её детского имени.
Кэтрин  Куксон   написала почти 100 книг, которые  изданы  тиражом более 120 миллионов экземпляров, переведены, как минимум, на 20 языков мира.  На протяжении 17 лет, вплоть до 2002 года,  Кэтрин  Куксон  оставалась   одним из  наиболее востребованных авторов в публичных библиотеках Великобритании.

### Экранизации
Многие романы Кэтрин Куксон  экранизированы, а также стали    основой для радиопостановок и театральных спектаклей. В 1983 году на основе  романа «Кэти Малхолланд»  (англ. Katie Mulholland) был поставлен мюзикл композитора Эрика Босуэлла и сценариста и режиссёра Кена Хилла. Кэтрин  Куксон присутствовала на премьере.
В период с 1956 по 2001 годы было снято 24 кинофильма и телесериала по романам Кэтрин Куксон.
В 1956 году был снят первый кинофильм  по  её роману —  «Жаклин» (англ. Jacqueline,  режиссёр Рой Уорд Бейкер),  по  роману  «Великий человек» (1954). За ним последовал «Руни» (англ. Rooney, 1958 г.,  режиссёр Джордж Поллок), по одноимённому роману. Из коммерческих соображений действие обоих фильмов было перенесено из Саут-Шилдс в Ирландию.
Большой успех имели драматические телесериалы и телефильмы продюсера  Рэя Маршалла, поставленные на телеканале ITV.   В период с  1989 (1990) по 2000 (2001) годы на телевидении  было экранизировано 18 романов Кэтрин Куксон. Первая телеэкранизация  —  «Пятнадцать улиц» (англ. The Fifteen Streets),  поставленная  в 1989 году режиссёром Дэвидом Уитли с Шоном Бином и Оуэном Тилом в главных ролях  — была номинирована на премию  «Эмми» в 1990 году, а вторая телеэкранизация  —  «Чёрное бархатное платье» («Платье из чёрного бархата», «Бархатная сага») (The Black Velvet Gown) — получила  в 1991 году международную премию «Эмми» в категории лучший драматический сериал.

### Благотворительность
Несмотря на то, что писательская деятельность принесла Кэтрин Куксон  известность и материальное благополучие,  писательница  предпочитала вести скромный образ жизни.  Писательница занималась благотворительностью,  была  щедрым филантропом,  жертвовала большие суммы денег для  менее успешных писателей и на  научные исследования в области медицины. Кэтрин Куксон пожертвовала  более 1 млн фунтов стерлингов на исследования  лекарства от заболевания, которым болела. В 1985 году Кэтрин Куксон пожертвовала более 800 тыс.  фунтов стерлингов Ньюкаслскому университету. В благодарность за это университет провёл  курс лекций по  гематологии. Писательница пожертвовала 40 тыс.  фунтов стерлингов для  лазерного лечения нарушений свёртывания крови,  50 тыс.  фунтов стерлингов на исследования  в области  оториноларингологии с особым указанием:  прежде всего для выявления глухоты у детей. 20 тыс.  фунтов стерлингов Кэтрин Куксон пожертвовала  Хаттонской галерее Ньюкаслского университета,  32 тыс.  фунтов стерлингов  — местной библиотеке. В знак признательности здание медицинского факультета Ньюкаслского университета было названо в её честь. Из фонда писательницы продолжают поступать пожертвования на достойные дела в Великобритании, прежде всего на поддержку и  развитие культурных мероприятий молодёжи, таких,  как, например, независимый кинематограф Тайнсайда.

### Последние годы жизни и смерть
В последние годы жизни Кэтрин Куксон с мужем  поселились в небольшой деревне неподалёку  от Лэнгли в Нортумберленде. В результате ухудшения состояния здоровья  писательница  переехала в Джесмонд (район города Ньюкасл-апон-Тайн, Англия), чтобы быть ближе к медицинским учреждениям.  Кэтрин Куксон скончалась 11 июня 1998 года в своём доме  рядом с замком  Ньюкасл-апон-Тайн. Писательница не дожила всего 16 дней до своего 92-го дня рождения.   Спустя всего 17 дней,   28 июня 1998 года, в возрасте 86 лет,  умер её муж Том Куксон. Последнее время писательница была прикована к постели, но продолжала работать над книгами, и её новые романы  публиковались вплоть до 2002 года.

## Награды, память
- 1985 — Орден Британской империи
- 1993 — Дама-командор ордена Британской империи
- 1997 — почётный член Колледжа Святой Хильды в Оксфордском университете
- 2008 — в марте открыт «Мемориальный сад леди Кэтрин Куксон» в Саут-Шилдс, в Южном Тайнсайде,  на территории районной больницы, расположенной на месте работного дома, в котором Кэтрин Куксон работала с 1924 по 1929 годы. Проект частично финансировался фондом «Catherine Cookson Trust».
- О жизни Кэтрин Куксон и её мужа местный драматург Том Келли создал пьесу, на основе которой был поставлен  мюзикл «Том и Кэтрин», с успехом демонстрировавшийся в Саут-Шилдс.

### Кэтрин Куксон
Дилогия «Кейт Ханниган» (The Kate Hannigan series):
1. Девушка с приданым (Кейт Ханниган) / Kate Hannigan (1950)
2. Kate Hannigan's Girl (2001)

Трилогия «Семья Молленов» (The Mallen Novels):
1. Знак судьбы / The Mallen Streak  (1973)
2. Соперницы / The Mallen Girl  (1973)
3. Время перемен / The Mallen Litter (The Mallen Lot)  (1974)

Трилогия «Тилли Троттер» (The Tilly Trotter trilogy):
1. Околдованные любовью / Tilly Trotter (Tilly) (1980)
2. Нарушенная клятва / Tilly Trotter Wed (Tilly Wed) (1981)
3. Заговор двух сердец / Tilly Trotter Widower  (Tilly Alone) (1982)

Серия «The Bill Bailey trilogy»:
1. Bill Bailey (1986)
2. Bill Bailey's Lot (Bill Bailey's Litter) (1987)
3. Bill Bailey's Daughter (1988)
4. The Bondage of Love (1997)

Серия «Children's stories»:
1. Nico huele mal (1965)
2. Joe and the Gladiator (1968)
3. The Nipper (1970)
4. Blue Baccy (1972) (Rory's Fortune, 1988)
5. Our John Willie (1974)
6. Mrs Flannagan's Trumpet (1976)
7. Go Tell It to Mrs Golightly (1977)
8. Lanky Jones (1981)
9. Nancy Nutall and the Mongrel (1982)
10. Bill and The Mary Ann Shaughnessy (1991)

Внесерийные романы:
- Бесконечный коридор (Навстречу любви) / The Long Corridor  (1965)
- Болотный тигр / The Fen Tiger  (1963)
- Бремя одежд / The Garment  (1962)
- Год девственников / The Year of the Virgins  (1993)
- Грех в утешение / The Solace of Sin  (1998)
- Дама слева / The Lady on My Left (The Mists of Memory)  (1965)
- Жизнь как морской прилив / The Tide of Life  (1976)
- Кэти Малхолланд / Katie Mulholland  (1967)
- Когда мужчины страдают / The Man Who Cried  (1979)
- Кристина: история любви / Fenwick Houses  (1960)
- Молчание леди /  The Silent Lady  (2002)
- Мотылёк / The Moth (1986) (The Thorman Inheritance, 1989)
- Обманчивый свет рампы / Riley  (1998)
- Платье из чёрного бархата / The Black Velvet Gown  (1984)
- Потерянная любовь / Maggie Rowan  (1954)
- Прерванная игра / The Gambling Man  (1975)
- Птица без крыльев (Бескрылая птица) / The Wingless Bird  (1964)
- Слепая любовь / Colour Blind  (1953)
- Слепые жернова / The Blind Miller  (1963)
- Справедливость — это женщина / Justice is a Woman  (1994)
- Стеклянная мадонна (Хрустальная невеста, Хрустальное счастье) / The Glass Virgin  (1969)
- Тайна древнего поместья / The Harrogate Secre  (The Secret) (1988)
- Цена счастья / A Ruthless Need  (1995)
- The Fifteen Streets (1952)
- Rooney (1957)
- The Menagerie (1958)
- Fanny McBride (1959)
- The Garment (1962)
- Hannah Massey (1964)
- The Unbaited Trap (1966)
- Slinky Jane (1967)
- The Round Tower (1968)
- The Nice Bloke (The Husband) (1969)
- The Invitation (1970)
- The Dwelling Place (1971)
- Feathers in the Fire (1971)
- Pure as the Lily (1972)
- The Invisible Cord (1975)
- The Girl (1977)
- The Cinder Path (1978)
- The Whip (1983) (The Spaniard's Gift, 1989)
- The Bannaman Legacy (A Dinner of Herbs) (1985)
- The Parson's Daughter (1987)
- The Cultured Handmaiden (1988)
- The Black Candle (1989)
- The Gillyvors (1990) (The Love Child, 1991)
- My Beloved Son (1991)
- The Rag Nymph (1991) (The Forester Girl, 1993)
- The House of Women (1992)
- The Maltese Angel (1992)
- The Golden Straw (1993)
- The Tinker's Girl (1994)
- The Bonny Dawn (1996)
- The Branded Man (1996)
- The Lady on my Left (1997) (The Mists of Memory (1965) под псевдонимом Кэтрин Марчант (Маршант))
- The Obsession (1997)
- The Upstart (1998)
- The Blind Years (1998)
- The Desert Crop (1999)
- The Thursday Friend (1999)
- A House Divided (2000)
- Rosie of the River (2000)
- The Simple Soul and Other Stories (2001)

Автобиографии:
- Our Kate (1969)
- Catherine Cookson Country (1986) (My Land of the North, 1999)
- Let Me Make Myself Plain (1988)
- Plainer Still (1995)
- Just A Saying (2002)

### Кэтрин Марчант (Маршант)
- Heritage of Folly (1961) (Heritage of Folly (1961) под псевдонимом Кейти Макмуллен)
- The Fen Tiger (1963)  (The House on the Fens, 1963)
- House of Men (1963)
- Возвращение к жизни / The Iron Facade (Evil at Rodgers Cross) (1965)
- The Mists of Memory (1965) (The Lady on my Left (1997) под именем Кэтрин Куксон)
- Miss Martha Mary Crawford (1975)
- The Slow Awakening (1976)

### Кейти Макмуллен
- Heritage of Folly (1961) (Heritage of Folly (1961) под псевдонимом Кэтрин Марчант (Маршант))

## Экранизации
1. 1956 — Жаклин / Jacqueline
2. 1958 — Руни / Rooney
3. 1977 — Роман / Romance
4. 1979 (1980) —  Маллены / The Mallens (мини-сериал)
5. 1989 — Пятнадцать улиц / The Fifteen Streets
6. 1991 — Чёрное бархатное платье (Платье из чёрного бархата, Бархатная сага) / The Black Velvet Gown
7. 1991 — Чёрная свеча / The Black Candle
8. 1993 — Человек, который плакал / The Man Who Cried
9. 1994 — Линия судьбы / The Cinder Path (мини-сериал)
10. 1994 — По тлеющим углям / The Dwelling Place (мини-сериал)
11. 1994 — Стеклянная девственница / The Glass Virgin (мини-сериал)
12. 1995 — Игрок / The Gambling Man (мини-сериал)
13. 1996 — Жизнь как морской прилив / The Tide of Life (мини-сериал)
14. 1996 — Девушка (Девочка) / The Girl
15. 1997 — Птица без крыльев (Бескрылая птица) / The Wingless Bird (мини-сериал)
16. 1997 — Тряпичная нимфа / Rag Nymph (мини-сериал)
17. 1997 — Мотылёк / The Moth
18. 1998 — / The Round Tower (мини-сериал)
19. 1998 — / Colour Blind (мини-сериал)
20. 1999 — Круглая башня / The Round Tower (мини-сериал)
21. 1999 — Тилли Троттер / Tilly Trotter (мини-сериал)
22. 2000 — Тайна / The Secret
23. 2000 — Блюдо зелени / A Dinner of Herbs (мини-сериал)